# Angelo Inganni

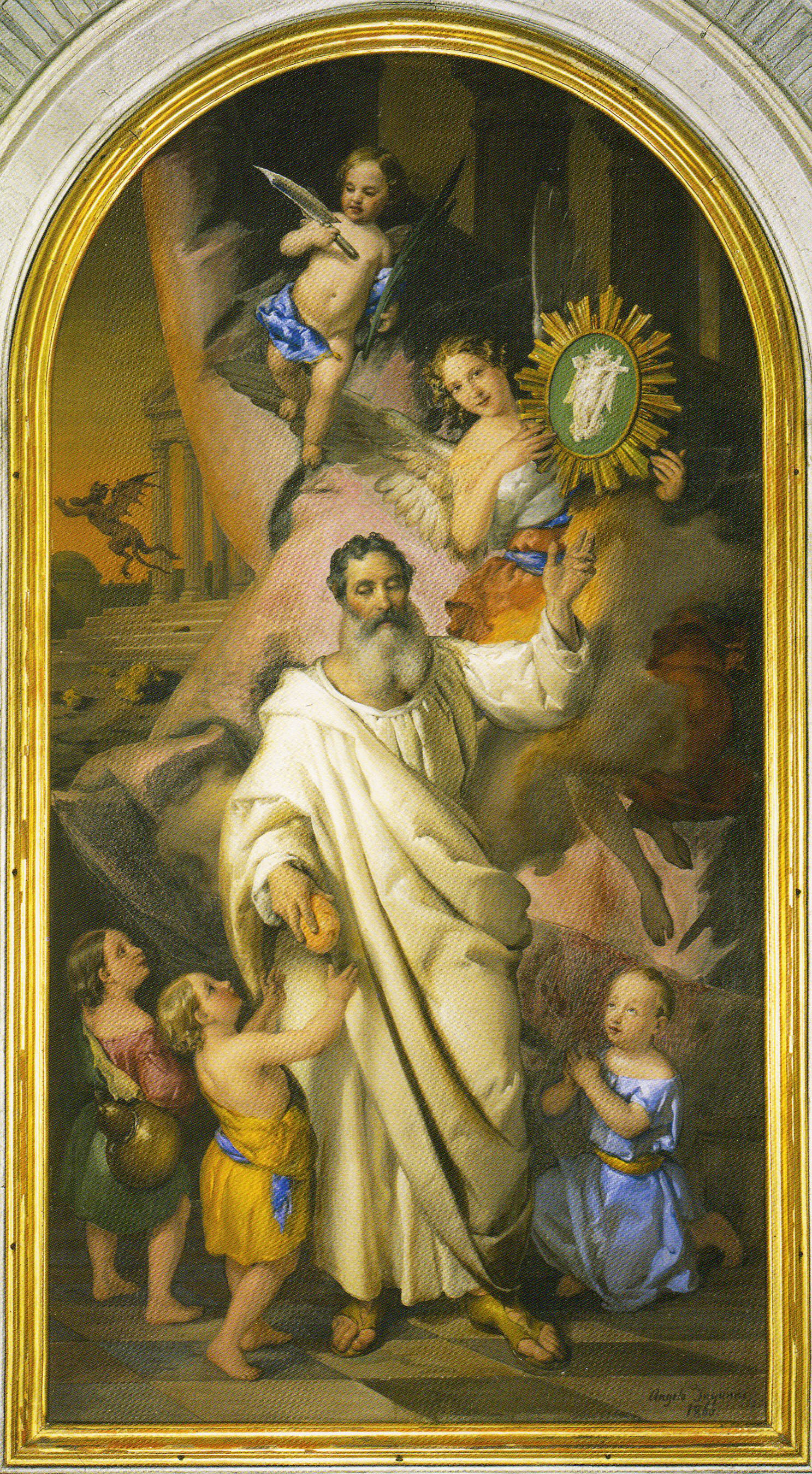
San Bartolomeo, 1860, chiesa di Santa Maria in Silva, Brescia

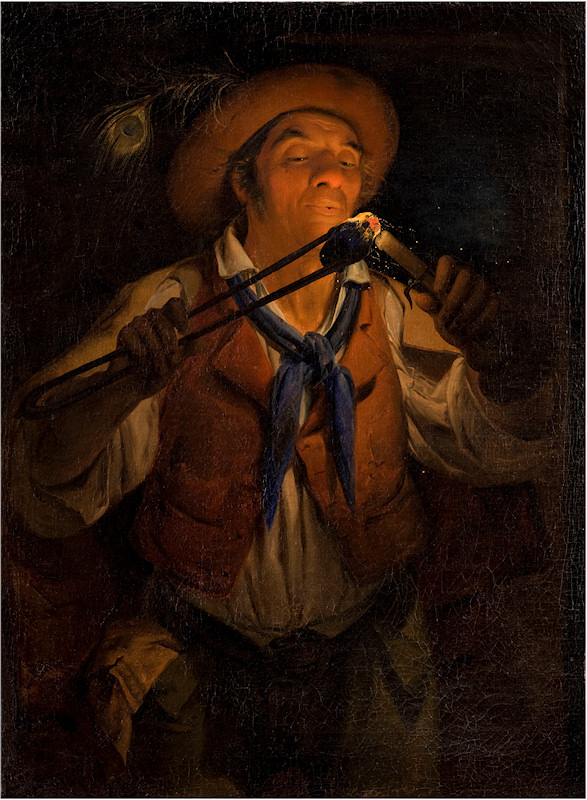
Contadino che accende una candela con un tizzone, 1850 (Fondazione Cariplo)

Angelo Inganni (Brescia, 24 novembre 1807 – Gussago, 2 dicembre 1880) è stato un pittore italiano.

## Biografia
Il giovane Angelo Inganni viene avviato alla pittura, insieme al fratello maggiore Francesco, nella bottega del loro padre. Iniziano così a lavorare a dipinti a soggetto sacro, commissionati al padre e destinati a chiese della campagna bresciana. Nel 1827 è chiamato alle armi, svolge il servizio nel battaglione Cacciatori a Milano e nei momenti di libertà dipinge vedute con caserme. È notato dal maresciallo Radetzky che gli chiede un ritratto. Soddisfatto dell'opera, Radetzky lo dispensa dal servizio militare e procura perché sia iscritto all'Accademia di Brera, dove Angelo Inganni si forma sotto la guida di Giovanni Migliara e di Francesco Hayez.

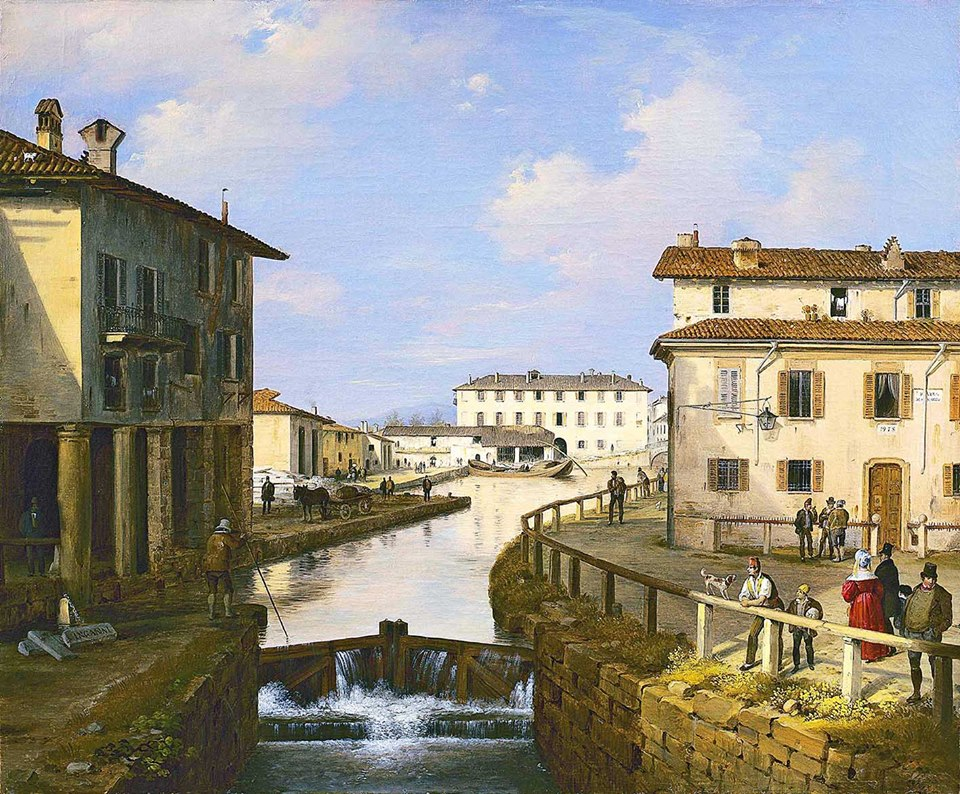
Il laghetto di San Marco, ora coperto, a Milano, in un dipinto di Inganni del 1835

Espone alle mostre annuali dell'Accademia tele con paesaggi. Apre un atelier a Milano, in via San Marco e in breve tempo diviene uno dei vedutisti più noti del XIX secolo. Le committenze gli arrivano dalla nobiltà e dalla borghesia del Lombardo Veneto, ma anche da Vienna. I suoi panorami sono realistiche vedute di cittadine lombarde, con belle prospettive e molte figure, soprattutto popolani, rappresentati come macchiette, nelle loro occupazioni quotidiane: questo modo di dipingere la realtà cittadina è in chiara antitesi con il mondo rigido del neoclassicismo e prelude al Romanticismo.
Angelo Inganni possiede occhio attento ai particolari e mano felice e veloce nel dipingere. Le sue tele sono anche una documentazione visiva della Milano del suo tempo. Nella sua attenzione alla realtà, sa cogliere anche luminosità notturne, giornate gelide invernali, scenette nella strada. Nei primi anni quaranta del XIX secolo torna più volte a Brescia ed espone al locale Ateneo. Soggiorna a Gussago - dove è ospite di Paolo Richiedei - e dipinge tele ispirandosi a scene di vita contadina.
Nel 1845 inizia ad affrescare la Chiesa di San Marco a Milano e più tardi la cupola di San Carlo al Corso a Milano, un lavoro che concluderà nel 1865. Rimasto vedovo della prima moglie, si trasferisce a Gussago dopo gli anni cinquanta, rinunciando talvolta ad essere presente a mostre milanesi. Si sposa con una sua allieva, divenuta poi sua amanteː la pittrice francese Amanzia Guérillot. Dipinge altre scene di vita contadina e vedute notturne.
Nel 1853 prende parte ad un'esposizione a Parigi. È nuovamente presente a mostre milanesi nel 1874, con sue vedute di Milano e di Brescia. In una chiesa di Gussago ha così firmato una Deposizioneː "Angelo Inganni detto volgarmente pittore prospettico". Due mesi prima di morire scrisse un'autobiografia, soprattutto per difendersi dall'accusa di essere un "austriacante" (cui il suo passato di pittore al servizio dell'alta gerarchia militare austriaca lo aveva reso soggetto). Muore a Gussago mentre sta lavorando ad un dipinto per un monumento dedicato alle Cinque Giornate.

## Cultura popolare
A Milano è conosciuto per via della omonima fermata della metropolitana situata sulla linea M1 sul ramo per Bisceglie.

## Elenco parziale delle opere
- San Marco evangelista, 1845, lunetta esterna della porta centrale della chiesa di San Marco, Milano
- Gloria di San Carlo e I quattro Evangelisti, 1846, chiesa di San Carlo al Corso, Milano
- Deposizione, olio su tela, 1849, chiesa delle Madri Canossiane, Magenta (MI)
- Contadino che accende una candela con un tizzone, olio su tela, 1850, Fondazione Cariplo, Milano
- Deposizione, olio su tela, 1854/1856, Chiesa parrocchiale di Gussago (BS)
- San Bartolomeo, affresco, 1860, chiesa di Santa Maria in Silva, Brescia